# 青木知里
青木 知里（あおき ちさと、1979年1月29日 - ）は、東京都府中市出身の元女子サッカー選手である。現役時代のポジションはディフェンダー (右サイドバック)。

## 経歴
1999年、所属していた日本体育大学女子サッカー部が、試験的措置として第11回日本女子サッカーリーグ（L・リーグ）に参加することとなり、12試合に出場した。
チームは成績（14試合1勝0分13敗で8チーム中8位）の関係などにより、わずか1年限りでリーグ撤退となったが、卒業した2001年にYKK APフラッパーズに入団し、L・リーグで再びプレー。またこの年はユニバーシアード日本女子代表として北京大会に出場した。
国民体育大会では2004年大会と2007年大会で選手兼監督として出場。
TEPCOマリーゼでプレーした2007年シーズンをもって引退した。
現役引退後は東京電力に残って社員として勤務しており、2011年の東北地方太平洋沖地震とそれに伴って発生した東京電力福島第一原発事故では被災地対応の業務を担当、現在は東京電力ホールディングス渉外・広報ユニットに籍を置いて広報業務を担当している。

## 日本女子サッカーリーグの成績
通算成績：71試合1得点
| 年   | クラブ                               | リーグ                      | 背番号         | ポジション     | 試合           | 得点           |
| ---- | ------------------------------------ | --------------------------- | -------------- | -------------- | -------------- | -------------- |
| 1999 | 日本体育大学女子サッカー部           | L・リーグ                   | 2              | DF             | 12             | 0              |
| 2000 | 日本体育大学女子サッカー部           | （大学リーグ）              | （大学リーグ） | （大学リーグ） | （大学リーグ） | （大学リーグ） |
| 2001 | YKK東北女子サッカー部フラッパーズ    | L・リーグ                   | 6              | MF             | 2              | 0              |
| 2002 | YKK東北女子サッカー部フラッパーズ    | L・リーグ                   | 6              | MF             | 1              | 0              |
| 2003 | YKK東北女子サッカー部フラッパーズ    | L・リーグ                   | 6              | MF             | 15             | 1              |
| 2004 | YKK AP東北女子サッカー部フラッパーズ | L・リーグ1部 (L1)           | 2              | DF             | 12             | 0              |
| 2005 | 東京電力女子サッカー部マリーゼ       | L・リーグ1部 (L1)           | 2              | DF             | 19             | 0              |
| 2006 | 東京電力女子サッカー部マリーゼ       | なでしこリーグディビジョン1 | 2              | DF             | 7              | 0              |
| 2007 | 東京電力女子サッカー部マリーゼ       | なでしこリーグディビジョン2 | 2              | DF             | 2              | 0              |

- リーグ発行の公式プログラムなどを基に表を作成。出場試合数に誤りがあるようで、通算成績と数値が合わない。